# 래리 블라이든

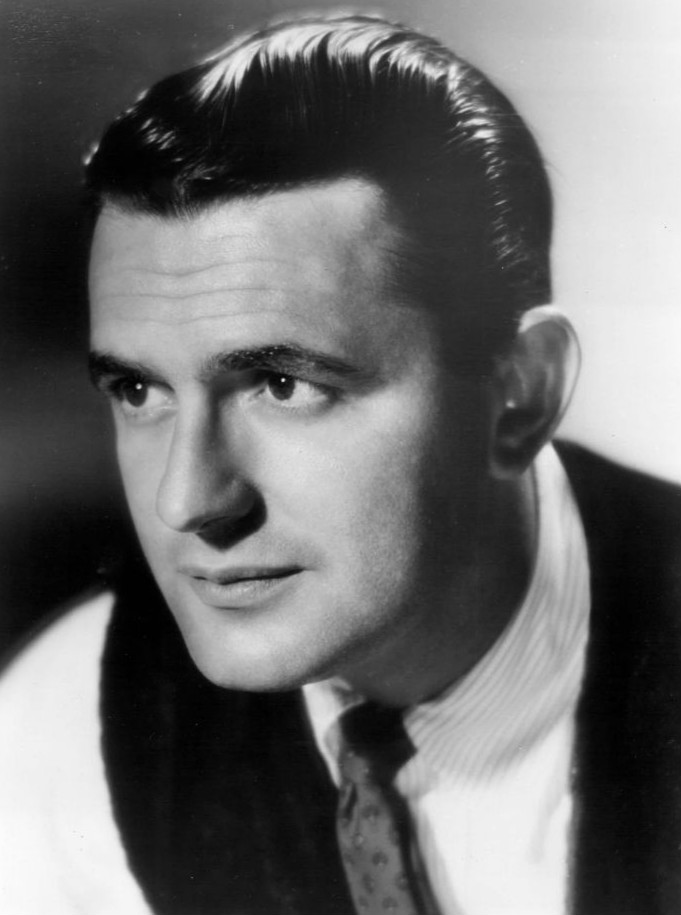

래리 블라이든(영어: Larry Blyden, /ˈblaɪdən/, 1925년 6월 23일 ~ 1975년 6월 6일)은 미국의 배우, 무대 연출가이다.
휴스턴에서 태어났으며 아가디르에서 사망하였다.

## 출연 작품

### 영화
- 총각 파티 (1957)
- 온 어 클리어 데이 유 캔 씨 포에버 (1970)

### 텔레비전
- Studio One (1956-57)